# John Noseda
John Noseda (* 1948 in Mendrisio; † 13. November 2022 in Lugano, heimatberechtigt in Vacallo) war ein Schweizer Rechtsanwalt, Generalstaatsanwalt, Politiker, Tessiner Grossrat  des Partito Socialista Autonomo (PSA) und der Sozialdemokratischen Partei der Schweiz (SP).

## Biografie
John Noseda schloss sein Jurastudium 1971 an der Universität Genf ab und erwarb 1973 das Anwaltspatent. Dann war er von 1979 bis 1999 zwanzig Jahre lang Abgeordneter im Tessiner Grossrat. In den Jahren 1979 und 1983 kandidierte er für den Nationalrat und 1991 für den Ständerat. Schliesslich stand er 1999 auch auf der PS-Liste für die Wahlen zum Tessiner Staatsrat. Im Jahr 2010 wurde er vom Tessiner Grossrat zum Generalstaatsanwalt gewählt und bekleidete dieses Amt bis 2018.
Noseda war auch der erste Präsident der wiedervereinigten tessinischen Sozialdemokratische Partei (SP) bis 1996 und war bereits zwischen 1974 und 1979 Staatsanwalt in Lugano gewesen. In der Politik hatte Noseda eigentlich bei der Partito Popolare Democratico (PPD) (heute Christlichdemokratische Volkspartei, CVP) angefangen, die er 1978 verliess, um sich der Autonomen Sozialistischen Partei (Partito Socialistza Autonomo) (PSA) anzuschliessen, die dann zur Vereinigten Sozialistischen Partei (PSU) und schliesslich nach deren Wiedervereinigung 1992 zur Sozialistischen Partei (PS) wurde. 1997 war er Berichterstatter für die Gesamtreform der Tessiner Verfassung und von 1999 bis 2010 Mitglied der Expertenkommission für die Ernennung von Richtern und Staatsanwälten im Kanton Tessin. Von 2008 bis 2009 war er Präsident der Expertenkommission für die Reform der Justizorganisation des Kantons Tessin.
Nach seinem altersbedingten Ausscheiden aus der Leitung der Staatsanwaltschaft im Jahr 2018 arbeitete John Noseda in der Anwalts- und Notariatskanzlei Paolo Bernasconi, Martinelli, Alippi & Partner in Lugano. Bekannt ist auch sein Engagement im Kampf gegen die illegale Prostitution. Im Rahmen der Operation Domino durchkämmte er das Rotlichtmilieu und leitete mehr als hundert Strafverfahren gegen über 200 Personen ein, deren Vorwürfe vom Menschenhandel über die Ausbeutung der Prostitution bis hin zum Wucher reichten.
Stärkung des öffentlichen Dienstes - Angesichts der Arbeitsbelastung des öffentlichen Dienstes hatte er mehrfach auf die Notwendigkeit hingewiesen, die Humanressourcen zu stärken, und es war ihm tatsächlich gelungen, eine Aufstockung des Personals zu erreichen. Weitere Engagements - Erwähnenswert ist schliesslich sein Engagement als Mitglied des Schweizer Komitees von Amnesty International und des Komitees der Internationalen Vereinigung zur Verhütung von Folter. Von 2001 bis 2010 war er auch Vizedirektor der CORSI (Società Cooperativa per la Radiotelevisione svizzera di lingua italiana) und Mitglied des Gruppo giuristi VPOD Ticino.
Er fand es unerträglich, dass der Rechtsstaat ein Rechtsstaat im Kleinen war und nur bei kleinen Fehlern funktionierte, während Fehler, die mächtige Leute in der Finanzwelt betrafen, nicht ausreichend verfolgt wurden.

## Schriften
- Commentario al Codice svizzero di procedura penale (CPP). mit Paolo Bernasconi u. a.
- L’indipendenza del giudice nell’ambito della procedura di elezione - in particolare nel Cantone Ticino. Atti della giornata di studio del 17 settembre 2003. (mit Marco Borghi), Helbing Lichtenhahn Verlag, Basel 2004.